# 1961 en sociologie
| Années de la sociologie : 1958 - 1959 - 1960 - 1961 - 1962 - 1963 - 1964    |
| Décennies de la sociologie : 1930 - 1940 - 1950 - 1960 - 1970 - 1980 - 1990 |

Cet article présente les événements de l'année 1961 dans le domaine de la sociologie. 

## Publications

### Livres
- Raymond Aron, Dimensions de la conscience historique.
- Maurice Duverger, Méthodes des Sciences sociales.
- Michel Foucault, Histoire de la folie à l'âge classique.
- Georges Friedmann, Problèmes d'Amérique latine II, Signal d'une autre voie ?.
- Erving Goffman, Asiles.
- George C. Homans, anglais : Social Behavior: Its Elementary Forms.
- Ronald Laing, Soi et les Autres.
- Oscar Lewis, Les Enfants de Sanchez. Autobiographie d'une famille mexicaine.

## Naissances
- Philippe Blanchet, linguiste français, spécialiste de sociolinguistique.
- Philippe Combessie, sociologue français.
- Vasile Dîncu, homme politique, sociologue, professeur et écrivain roumain.
- Joseph Facal,  politologue, sociologue, chroniqueur, romancier et un homme politique québécois d'origine uruguayenne.
- William Gasparini, sociologue franco-italien spécialisé dans l'étude du sport et de ses organisations dans la société contemporaine.
- Wouter Hanegraaff, historien et professeur de philosophie de l'hermétisme néerlandais.
- James Hughes, sociologue et bioéthicien américain.
- Eva Illouz, sociologue et universitaire franco-israélienne spécialisée dans la sociologie des sentiments et de la culture.
- Françoise Le Borgne-Uguen, sociologue et féministe française.
- Sebastian Roché, sociologue et politologue français spécialisé en criminologie.
- Davide Sparti, sociologue italien.
- Maristella Svampa, sociologue argentine.
- McKenzie Wark, écrivaine, chercheuse, enseignante australienne, théoricienne de la sociologie des nouveaux médias et de la communication.

## Décès
- 9 janvier : Emily Greene Balch, née le 8 janvier 1867,  économiste, sociologue, pacifiste et syndicaliste américaine, lauréate du prix Nobel de la paix en 1946.
- 8 février : Georges Smets, né le 7 juillet 1881, juriste, historien, sociologue et ethnologue belge.
- 5 juin : Ludwik Fleck, né le 11 juillet 1896, médecin, biologiste et sociologue polonais.
- 6 décembre : Frantz Fanon, né le 20 juillet 1925, psychiatre et essayiste.

## Autres
- Raymond Aron devient président de l'Institut français de sociologie.
- Robert E.L. Faris devient président de l'Association américaine de sociologie